# Parastheneboea foliculata
Parastheneboea foliculata är en insektsart som beskrevs av Hennemann, Conle, W. Zhang och Yan Liu 2008. Parastheneboea foliculata ingår i släktet Parastheneboea och familjen Diapheromeridae. Inga underarter finns listade i Catalogue of Life.